# Кобзівське водосховище
 Кобзівське водосхо́вище  — невелике руслове водосховище на річці Вошива (ліва притока р. Берестови). Розташоване в Берестинському районі Харківської області.
- Водосховище побудовано в 1982 році по проекту Харківського відділення «Союзводоканалпроект».
- Призначення — зрошення та риборозведення.
- Вид регулювання — сезонне.

## Основні параметри водосховища
- нормальний підпірний рівень — 57,75 м;
- форсований підпірний рівень — 59,00 м;
- рівень мертвого об'єму — 54,38 м;
- повний об'єм — 1,71 млн м³;
- корисний об'єм — 1,64 млн м³;
- площа дзеркала — 61,8 га;
- довжина — 4,6 км;
- середня ширина — 0,134 км;
- максимальні ширина — 0,35 км;
- середня глибина — 2,77 м;
- максимальна глибина — 4,00 м.

## Основні гідрологічні характеристики
- Площа водозбірного басейну — 175 км².
- Річний об'єм стоку 50% забезпеченості — 7,33 млн м³.
- Паводковий стік 50% забезпеченості — 5,24 млн м³.
- Максимальні витрати води 1% забезпеченості — 187 м³/с.

## Склад гідротехнічних споруд
- Глуха земляна гребля довжиною — 511 м, висотою — 6,85 м, шириною — 7 м. Закладення верхового укосу — 1:3, низового укосу — 1:2.
- Шахтний водоскид із монолітного залізобетону розмірами (5х13)м.
- Плоскі колесні затвори з ручними гвинтовими підйомниками розмірами 2,0×2,0 м.
- Водовідвідна труба чьотирьохвічкова, січенням 3,0×2,5 м, довжиною — 21,8 м.

## Використання водосховища
Водосховище було побудовано для зрошення в колгоспі ім. ХХ партз'їзду Красноградського району.
Гідротехнічна споруда знаходиться на балансі ПАОП «Промінь».